# نوط التعاون
من الانواط العراقية الجمهورية والتي صدرت بعهد حكم الرئيس عبد الرحمن عارف ولقد منحت لضباط الجيش العراقي المشاركين في دعم الأردن والقوات العربية في مواجهة إسرائيل خلال الحرب العربية الإسرائيلية 1967, ويكون النوط علئ درجتين اولئ وثانية.

## شكل النوط
يكون النوط علئ شكل دائري كبير ويحتوي علئ صورة لمسجد قبة الصخرة مع النسر العراقي فوقه وعبارة نوط التعاون في الأسفل.